# Green Screen of Death
Green Screen of Death (GSoD lub Green Screen of Intensive Care) – żargonowe określenie komunikatów błędów wyświetlanych na zielonym tle na personal video recorder (PVR) firmy TiVo oraz w Microsoft Xbox 360. Ekran może pojawić się na Xboksie z wielu przyczyn, najczęściej z powodu porysowanej płyty, a na PVR może pojawić się, gdy dane na dysku twardym są zepsute, a nagrywarka PVR próbuje je naprawić. Gdy GSOD wystąpi na Xbox 360 lub PVR, na ekranie pojawia się tekst:

A severe error has occurred.
Please leave the Receiver plugged in and connected
to the phone line for the next three hours while the
Receiver attempts to repair itself.
DO NOT UNPLUG OR RESTART THE RECEIVER.
If, after three hours, the Receiver does not restart
itself, call Customer Care.

Wystąpił poważny błąd.
Zostaw urządzenie włączone i podłączone
do linii telefonicznej przez najbliższe trzy godziny, podczas gdy
urządzenie spróbuje samo się naprawić.
NIE ODŁĄCZAJ ANI NIE URUCHAMIAJ PONOWNIE URZĄDZENIA.
Jeśli po trzech godzinach urządzenie samo nie uruchomi się ponownie,
zadzwoń do Biura Obsługi Klienta.